# Dominique Mathieux
Dominique Mathieux (1950) è un'ex sciatrice alpina francese.

## Biografia
Sciatrice polivalente con maggior propensione alle prove tecniche, Dominique Mathieux debuttò in campo internazionale in occasione del Critérium de la première neige 1967 (Val-d'Isère, 12-15 dicembre), senza completare lo slalom speciale; in Coppa del Mondo esordì il 31 gennaio 1969 a Sankt Anton am Arlberg in discesa libera (48ª), conquistò due podi, entrambi terzi posti in slalom speciale nella stagione 1969-1970 (a Badgastein il 13 gennaio dietro a Ingrid Lafforgue e a Betsy Clifford, e all'Abetone il 2 febbraio dietro a Ingrid Lafforgue e a Judy Nagel), e prese per l'ultima volta il via il 14 marzo dello stesso anno a Voss in slalom speciale, senza completare la gara. Terminò la sua carriera agonistica sul finire di quello stesso anno a causa di un infortunio patito durante le prove della discesa libera di Coppa del Mondo di Bardonecchia del 12 dicembre (frattura di una gamba); non prese parte a rassegne olimpiche o iridate.

## Palmarès

### Coppa del Mondo
- Miglior piazzamento in classifica generale: 17ª nel 1970
- 2 podi (entrambi in slalom speciale):
  - 2 terzi posti